# XX округ Парижа
XX округ Парижа, (фр. Arrondissement de Ménilmontant), останній за рахунком адміністративний округ французької столиці, був заснований у період Другої імперії у 1860 році та об'єднав частину території Бельвіля (фр. Belleville), містечко Менільмонта́н (фр. Ménilmontant) та комуну Шаро́н (фр. Charonne).

## Географічне положення

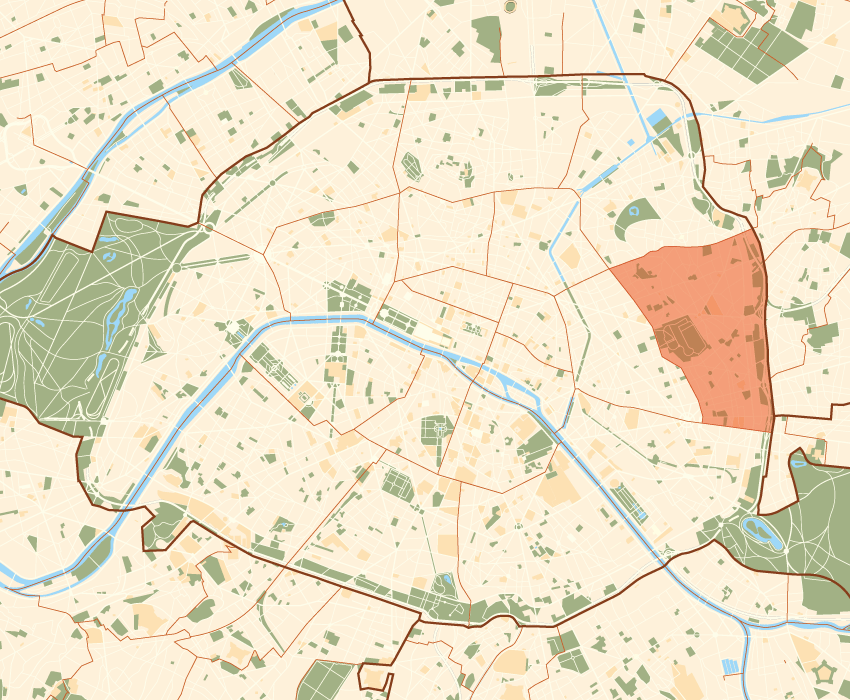
Територія 20-го округу виділена червоним

20-й округ Парижа знаходиться на східному краю міста, на правому березі Сени. З півночі межує з 19-м округом, зі сходу — з комунами Ліла, Баньоле, Монтрей та Сен-Манде (фр. Saint-Mandé), з півдня — з 12-м округом, із заходу — з 11-м.

## Населення
- 1999 рік — 183 093 особи,
- 2006 рік — 188 600 осіб

31 538 осіб на км² (4-e місце).

Відсоток безробіття в окрузі 15 % (загалом у місті 12,0 %)

## Адміністрація
Адреса мерії округу:

6 place Gambetta

75020 Paris.
Колишній мер округу, обраний 1995 року та повторно 2001 року, Мішель Шарз (фр. Michel Charzat) представляв партію соціалістів. новообраний мер з березня 2008 року, Фредеріка Каландра (Frédérique Calandra), також соціалістка.

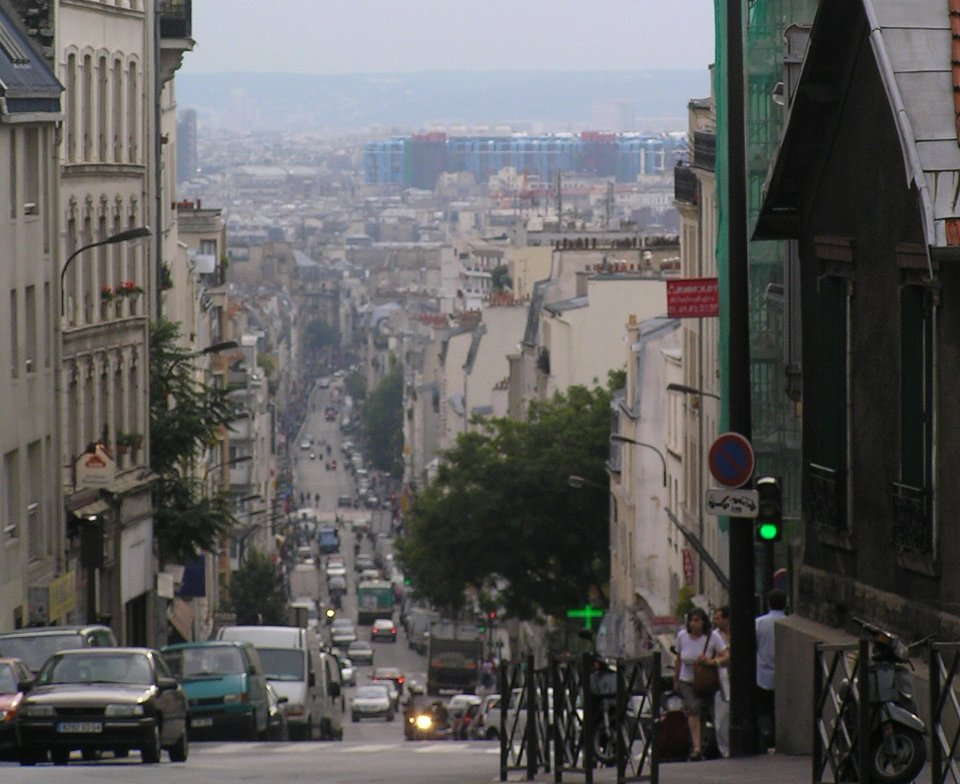
Вид на Париж та центр Помпіду з висоти вулиці Менільмонтан в XX окрузі

## Квартали
Адміністративний поділ:
- Бельвіль (фр. Quartier de Belleville)
- Сен-Фаржо (фр. Quartier de Saint-Fargeau)
- Пер-Лашез (фр. Quartier du Père-Lachaise)
- Шарон (фр. Quartier Charonne)

## Навчальні заклади
37 дитсадкових шкіл,

38 початкових шкіл,

11 коллежей,

5 ліцеїв.

Приватні школи: 5 католицьких і 3 єврейські.

## Охорона здоров'я
- Лікарня «Tenon»
- Лікарня «Croix Saint-Simon»
- Медцентр Бельвіль
- Денний стаціонар «la Croix Saint-Simon»
- Медико-педагогічний інститут

## Культура
- Будинок культури «Le Pavillon Carré de Baudouin».
- 5 бібліотек.
- Медіатека імені Марґеріт Дюрас (фр. médiathèque Marguerite Duras) відкриється в 2008 р.
- Муніципальна консерваторія (фр. Conservatoire municipal du 20e Georges Bizet)
- 2 центру секцій та гуртків для дітей та дорослих
- 12 театрів.

## Пам'ятки
- Цвинтар Пер-Лашез
- Церква Église Notre-Dame-de-la-Croix, 1869
- Церква Église Saint-Germain de Charonne та цвинтар cimetière de Charonne
- Цвинтар Бельвіль (фр. Cimetière de Belleville)

## Спорт
11 спортзалів, 

2 басейни,

4 стадіони,

6 тенісних майданчиків з кортами,

6 булодромов.

## Транспорт
- RER A
- Метро: лінії 1, 2, 3, 3b, 9 і 11
- Автобуси: лінії 26, 57, 60, 61, 62, 69, 76, 96, 102, PC2, 351. Маршрутний автобус кварталу Шарон (фр. la Traverse de Charonne).